# Zaborów (województwo podkarpackie)
Zaborów – wieś w Polsce położona w województwie podkarpackim, w powiecie strzyżowskim, w gminie Czudec.
| SIMC    | Nazwa      | Rodzaj    |
| ------- | ---------- | --------- |
| 0648907 | Błonia     | część wsi |
| 0648913 | Budy       | część wsi |
| 0648920 | Dział      | część wsi |
| 0648936 | Kamieniec  | część wsi |
| 0648942 | Karczma    | część wsi |
| 0648959 | Łopuszka   | część wsi |
| 0648965 | Olszyny    | część wsi |
| 0648971 | Podlas     | część wsi |
| 0648988 | Sołtysie   | część wsi |
| 0648994 | Sośnina    | część wsi |
| 1043537 | Steinbruch | część wsi |

W latach 1975–1998 miejscowość należała administracyjnie do województwa rzeszowskiego.
Miejscowość jest siedzibą parafii Matki Bożej Królowej Polski, należącej do dekanatu Strzyżów, diecezji rzeszowskiej.